# Gabriele Heß
Gabriele Heß (* 1. April 1971 in Leipzig) ist eine ehemalige deutsche Skilangläuferin.

## Werdegang
Heß, die für den ASK Vorwärts Oberhof und den WSV Oberhof 05 startete, wuchs in Tambach-Dietharz auf und wurde von Cuno Schreyl und Jürgen Wolf trainiert. International trat die mehrfache DDR-Juniorenmeisterin erstmals bei den Nordischen Junioren-Skiweltmeisterschaften 1988 in Saalfelden am Steinernen Meer in Erscheinung. Dort gewann sie über 15 km und mit der Staffel jeweils die Goldmedaille. In der Saison 1988/89 erreichte sie in Klingenthal mit dem zweiten Platz über 30 km Freistil ihre erste Podestplatzierung im Weltcup und belegte bei den nordischen Skiweltmeisterschaften 1989 in Lahti den 13. Platz zusammen mit Susann Kuhfittig, Claudia Bonsack und Silke Meyer in der Staffel und den neunten Rang über 10 km Freistil und errang damit zum Saisonende den 20. Platz im Gesamtweltcup. Bei den DDR-Skimeisterschaften 1989 in Oberwiesenthal wurde sie Meisterin mit der Staffel und Dritte über 10 km Freistil. Nach Platz zehn über 15 km Freistil in Pontresina in der Saison 1989/90, kam sie in Sollefteå mit dem zweiten Platz über 30 km Freistil erneut aufs Podest und erreichte damit den 18. Platz im Gesamtweltcup. Bei den Nordischen Junioren-Skiweltmeisterschaften 1990 in Les Saisies holte sie die Silbermedaille und die Goldmedaille über 15 km Freistil. In der folgenden Saison wurde sie in Klingenthal Zweite mit der Staffel und errang mit drei sechsten Plätzen den 12. Platz im Gesamtweltcup. Dies war zugleich ihr bestes Gesamtergebnis. Ihre besten Platzierungen, beim Saisonhöhepunkt, den nordischen Skiweltmeisterschaften 1991 im Val di Fiemme, waren der sechste Platz über 10 km Freistil und der fünfte Rang mit der Staffel. Bei den Deutschen Meisterschaften Ende Januar 1991 in Oberstdorf gewann sie Silber über 5 km klassisch und Gold über 10 km Freistil. Anfang März 1991 holte sie bei den Nordischen Junioren-Skiweltmeisterschaften in Reit im Winkl die Goldmedaille über 15 km Freistil. In der Saison 1991/92 kam sie mit Platz acht in Thunder Bay nur noch einmal unter die ersten Zehn im Weltcup. Bei den Olympischen Winterspielen 1992 in Albertville lief sie auf den 16. Platz über 5 km klassisch, auf den 15. Rang über 30 km Freistil und auf den 14. Platz in der Verfolgung. Zudem errang sie dort den achten Platz zusammen mit Heike Wezel, Simone Opitz und Ina Kümmel in der Staffel. Ende Februar 1992 wurde sie in Oberhof Deutsche Meisterin über 10 km Freistil. Nachdem sie in der Saison 1992/93 aufgrund von Verletzungen und Erkrankungen pausierte, startete sie im Dezember 1993 im Continental-Cup in Tauplitz letztmals international und belegte dabei den siebten Platz über 5 km klassisch.

## Erfolge

### Teilnahmen an Weltmeisterschaften und Olympischen Winterspielen

#### Olympische Spiele
- 1992 Albertville: 8. Platz Staffel, 14. Platz 15 km Verfolgung, 15. Platz 30 km Freistil, 16. Platz 5 km klassisch

#### Nordische Skiweltmeisterschaften
- 1989 Lahti: 9. Platz 10 km Freistil, 13. Platz Staffel
- 1991 Val di Fiemme: 5. Platz Staffel, 6. Platz 10 km Freistil, 14. Platz 30 km Freistil, 29. Platz 5 km klassisch

#### Weltcup-Gesamtplatzierungen
| Saison  | Platz | Punkte |
| ------- | ----- | ------ |
| 1988/89 | 20.   | 27     |
| 1989/90 | 18.   | 27     |
| 1990/91 | 12.   | 35     |
| 1991/92 | 28.   | 11     |